# Mettler Toledo
Mettler Toledo (Mettler-Toledo International Inc), med säte i Columbus, Ohio och med operativt huvudkontor i Greifensee, Schweiz, är en företagsgrupp specialiserad på tillverkning av vågar och analysinstrument för professionellt bruk. Företaget är världens största tillverkare av vägningssystem och har vågar för vägning från mikrogram till hundratals ton.
Mettler-Toledo är också marknadsledande inom andra mättekniker såsom titrering, termisk analys, pH, densitet och refraktometri samt pipetter. Dessa produkter används framförallt inom branscherna läkemedel och forskning, livsmedel och kemi. Övriga användningsområden är processtyrning inom pappers- & massaindustrin samt produkter för kvalitetsinspektion i tillverkande industri, det vill säga checkvägning, metalldetektering, röntgen och vision.
Mettler-Toledo sysselsätter omkring 16500 medarbetare och hade år 2020 en omsättning på USD 3,085 miljarder. Företagets aktier handlas på New York-börsen.
I Norden är företaget representerat i Sverige, Norge och Danmark, samt genom distributörer i Finland och Estland. Huvudkontoret för Mettler Toledo Norden ligger i Stockholm.